# Walter Adrián Rodríguez
Walter Adrián Rodríguez (Simoca, Tucumán, 30 de septiembre de 1977) es un exfutbolista argentino que jugaba como volante.
Walter es hermano del también futbolista Luis Miguel Rodríguez.

## Trayectoria

### Inicios
Walter se inició futbolísticamente en el Club Atlético Alto Verde de Simoca.

### Ñuñorco
En el año 2001 pasó a Ñuñorco. Jugó en el club de Monteros en el 2003. En Ñuñorco disputó sus primeros partidos a nivel nacional.

### Atlético Tucumán
En el 2003 se mudó a San Miguel de Tucumán y se sumó a Atlético Tucumán. Su primera etapa duró hasta el 2005. En el año 2006 tuvo su segundo paso en el decano.

### Talleres de Perico
En 2005 llegó a Talleres de Perico. En el club jujeño tuvo un breve paso.

## Clubes
| Club               | País      |
| ------------------ | --------- |
| Alto Verde         | Argentina |
| Ñuñorco            | Argentina |
| Atlético Tucumán   | Argentina |
| Talleres de Perico | Argentina |